# 1119年前郭卡拉木地震
1119年前郭卡拉木地震，又称1119年卡拉木地震、1119年前郭地震，是指1119年2月一场发生于第二松花江下游地区（今前郭卡拉木）的强烈地震。是次地震地震规模为6.75－7级，最大烈度为8（VIII）－9（IX）度，共造成始兴（今肇源县）和利涉（今农安县）数千人遇难。本次地震首次记载于《大金国志》，截至21世纪仍是松辽盆地乃至吉林省发生的规模最大的一次地震，同时被认为是1975年海城地震之前发生在中国东北地区最大的浅源破坏性地震。

## 地质构造
松辽盆地位于太平洋板块西侧、东亚活动大陆边缘，发育在大陆内部太古宇—元古宇基底之上，盆地内多火山和岩浆活动，而松原地区即处于松辽盆地南部。2012年，为弄清所处盆地的活动断裂和发震构造情况，松原市地震局委托防灾科技学院开展了城市活动断裂探测与地震危险性评价项目，于2013年5月通过专家验收。1119年前郭卡拉木地震是松辽盆地发生的规模最大的一次地震，所处断裂为孤店断裂。该断裂为弧形断裂，是松辽盆地南部三大逆断层之一，走向呈NNW，北起达里巴乡，经盖字井、孤杨、深井子、巨龙山村，南至菜园子，破裂总长度约为66千米。

## 震源参数研究
由于1119年前郭卡拉木地震发生时间较早，加上历代州县之所频繁变迁，历史资料载录欠详，对于“肇州之始兴，隆州至利涉”的故址，各个学者推出的震中位置基本不一致。若要确切地确定其震中位置难度很大，只能大致推定震中范围。为核查这次地震，中国地震局下达了“东北历史地震考察与研究”项目计划并成立了专题组。辽宁省地震局吴戈等人根据《大金国志》的记载情况，再通过现场实地考察，得出本次地震发生于塔虎城与农安之间的地区内。吴戈等人还根据适用于中国的震中烈度与震级关系经验式{\displaystyle M=\alpha l_{0}+\beta }估算出，本次地震的地震规模为6.75至7级左右。